# Mateo Cerezo

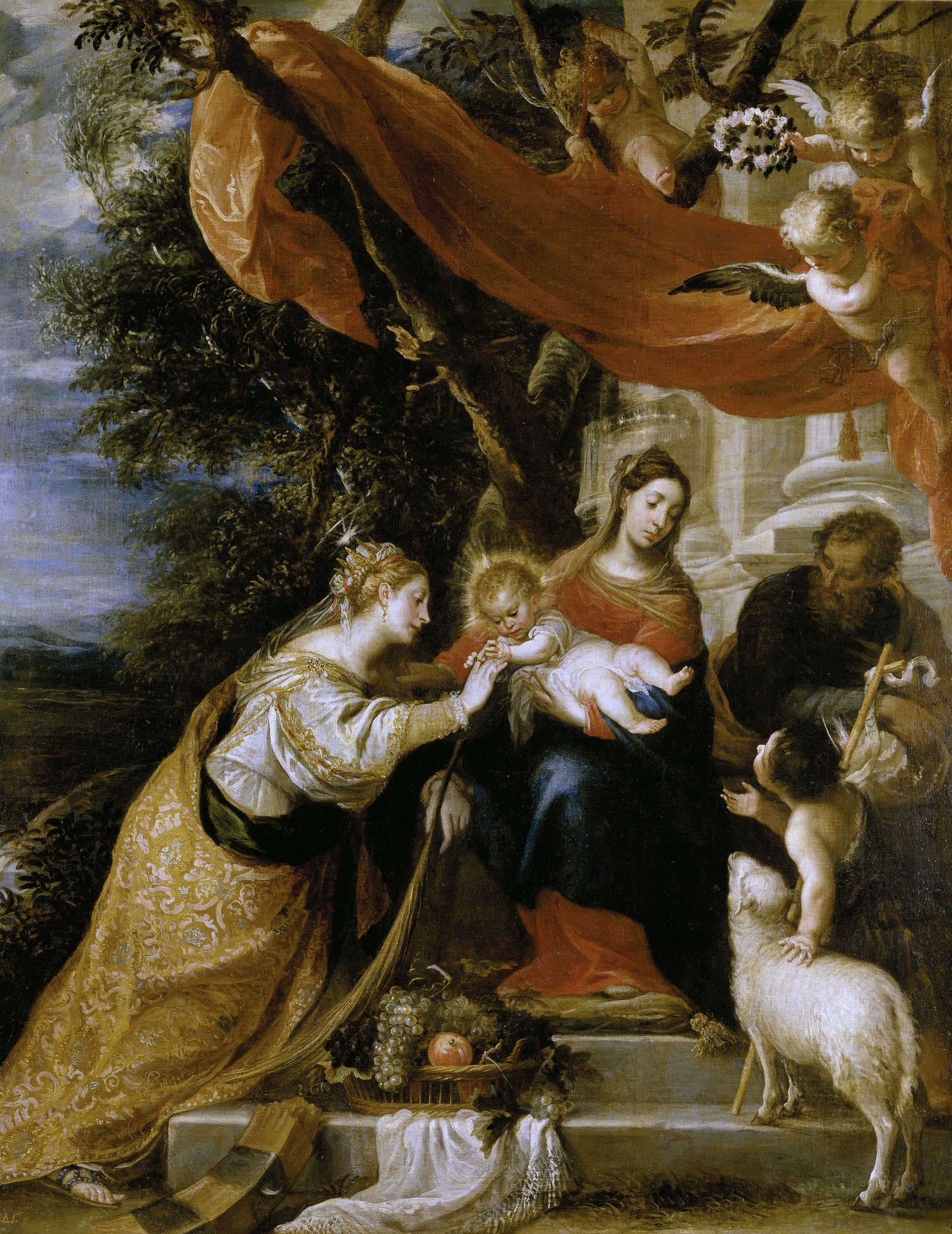
Desposorios místicos de santa Catalina, firmado «matheo zereço f. 1660», óleo sobre lienzo, 207 x 163 cm, Madrid, Museo del Prado.

Mateo Cerezo, el Joven (Burgos, 1637 - Madrid, 1666) fue un pintor barroco español. Discípulo de Juan Carreño de Miranda y miembro destacado de la escuela madrileña del pleno barroco, trabajó en Valladolid, Burgos y Madrid. Artista fecundo, a pesar de su muerte prematura, con apenas veintinueve años, dejó un número considerable de obras religiosas destinadas tanto a retablos de iglesias y conventos como a la devoción privada, y suntuosos bodegones muy alabados por Antonio Palomino. 

## Biografía

### Años de formación

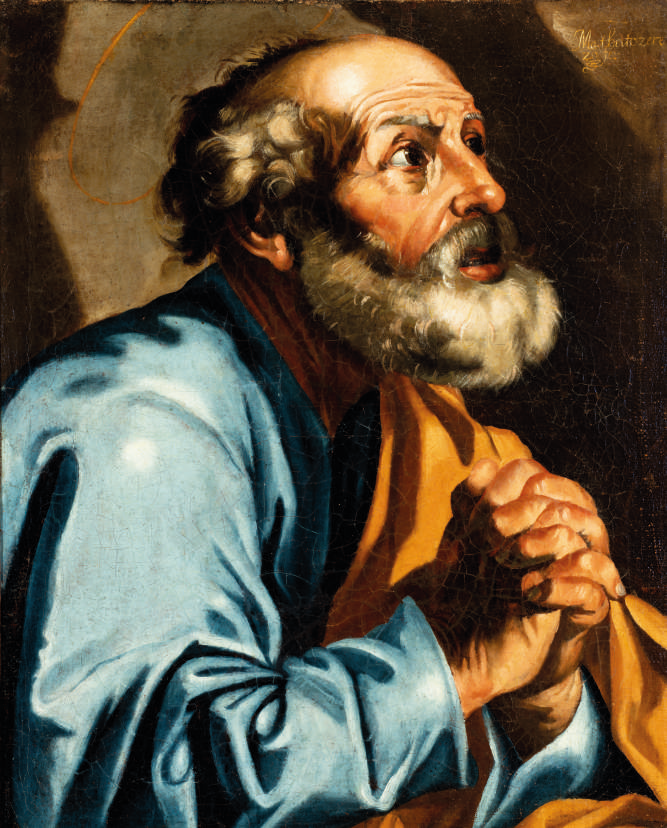
Lágrimas de san Pedro, h. 1650-52; óleo sobre lienzo, 66,5 x 49,5 cm. Burgos, monasterio de San Felices (MM. cistercienses de Calatrava). Firmado: «Matheito zere /zo fe»

Hijo de Mateo Cerezo Muñoz y de Isabel Delgado, hija de un conocido dorador burgalés, fue bautizado el 19 de abril de 1637 en la parroquia de Santiago de la catedral de Burgos. Su padre, Mateo Cerezo el Viejo, o el Malo según lo llamó Jovellanos, un modesto pintor conocido principalmente por sus retratos del Santo Cristo de Burgos, llegaría a encabezar el más activo de los talleres burgaleses de su tiempo. Con él inició su formación el joven Mateo, de quien se conoce un precoz óleo con la imagen de San Pedro en lágrimas (Burgos, MM. Calatravas), copia parcial de un grabado de José de Ribera, firmado «Matheito Zerezo».
Según Antonio Palomino, se trasladó a Madrid «cuando apenas tenía quince años» y entró en el taller de Juan Carreño de Miranda, cuyo estilo habría asimilado mejor que cualquier otro de sus discípulos. Carente de confirmación documental, la formación al lado de Carreño ha sido puesto en cuestión por José R. Buendía e Ismael Gutiérrez Pastor en la más completa monografía dedicada al pintor. El estilo de las primeras obras conocidas de Cerezo como pintor independiente, las pinturas del retablo del convento de Jesús y María de Valladolid, documentadas entre 1658 y 1659, indicarían por el contrario una mayor proximidad a los modelos corpóreos y sólidos de Antonio de Pereda, características que no tienen continuidad en lo restante de su obra. Afirmaba también Palomino que el joven Cerezo había completado su formación «frecuentando las academias, y el pintar del natural, retratando a algunos, solo por el estudio, y copiando diferentes originales de Palacio». Aunque el biógrafo cordobés recurría en todo ello a tópicos que podrían aplicarse de forma semejante a la formación de cualquier pintor, la frecuentación de las diversas academias, con la copia de los grandes maestros y el estudio del natural, podría explicar, en efecto, la precoz asimilación por el joven Cerezo de los cambios que se estaban produciendo en la pintura madrileña en torno a los años finales de la década de 1650 por influencia de Francisco de Herrera el Mozo y su Triunfo de san Hermenegildo. Y aun cuando se ignora en qué circunstancias pudo tener lugar, pues no hay constancia de trabajos para la corona, tampoco es descartable que en algún momento de su formación llegase a disfrutar de la oportunidad de estudiar las pinturas de palacio, tal como indicaba Palomino, dado el conocimiento de la pintura de Tiziano y de Anton van Dyck que se pone de manifiesto en la técnica ligera y el colorido cálido de sus obras maduras.

### 1658-1659. Primeros trabajos. Valladolid y Burgos

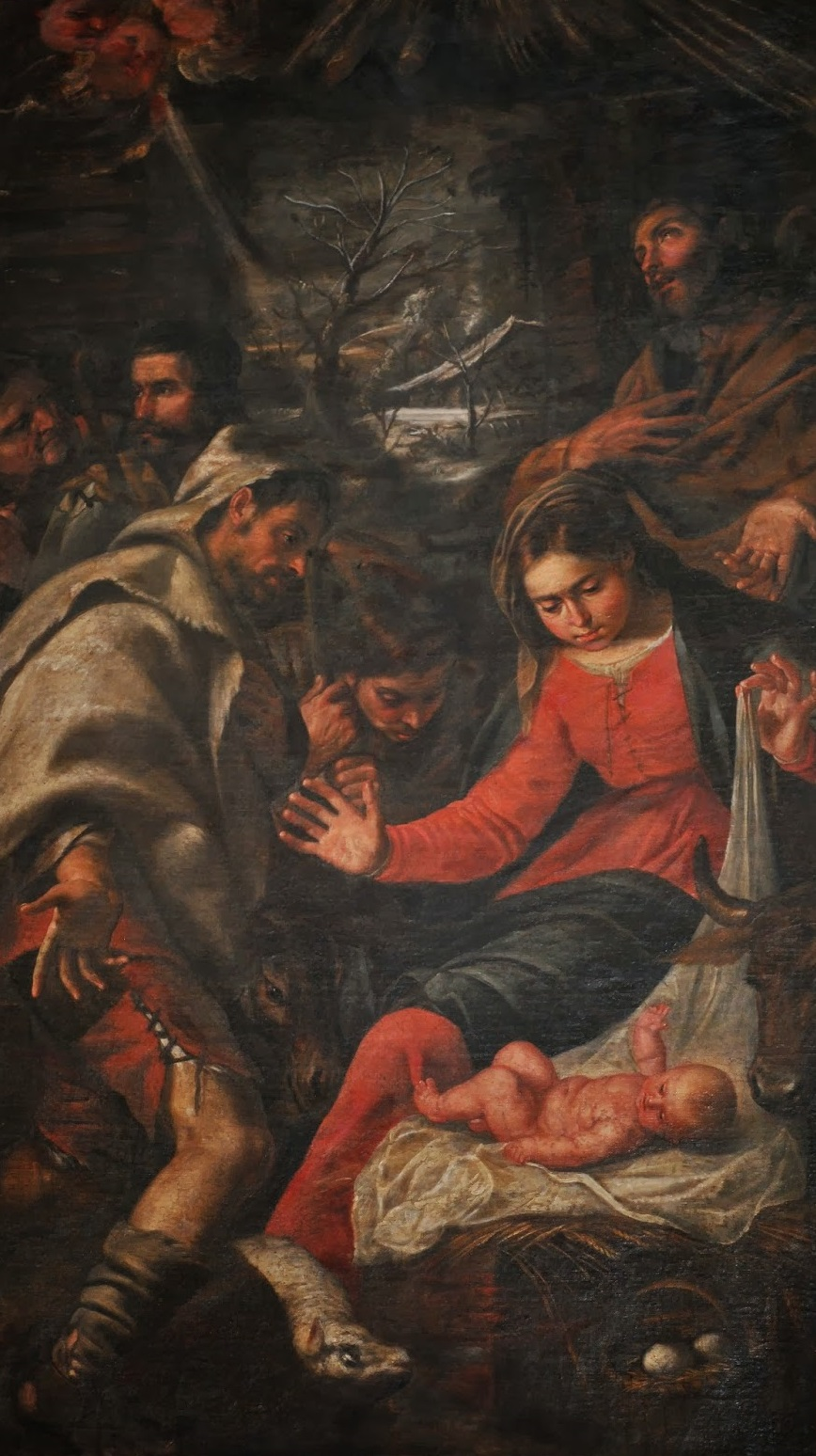
Adoración de los pastores, firmado «Matheo Zereço f». Óleo sobre lienzo, Valladolid, retablo del convento de Jesús y María.

En abril de 1658, don Ventura de Onís contrató con el entallador Francisco Velázquez la hechura del retablo mayor del convento de franciscanas de Jesús y María de Valladolid del que era patrón. Por mediación de su hijo, Antonio de Onís, miembro del Real Consejo de Hacienda, el arquitecto Sebastián de Benavente proporcionó desde Madrid las trazas y es posible que fuese también él quien recomendara a Cerezo para hacerse cargo de la pintura, aunque su nombre no aparezca en el contrato. En su actual estado de conservación, habiéndose perdido las pinturas del banco y del sagrario, consta de cinco óleos de Cerezo, dos de ellos firmados: la Adoración de los Pastores y la Adoración de los Reyes en las calles laterales del cuerpo principal y  la Asunción de la Virgen en el ático, flanqueada por dos tablas en las que se encuentran representados San Buenaventura y Santa Isabel de Hungría. Este conjunto de pinturas, el único de los pintados por Cerezo que se conserva en el lugar para el que fue concebido, es también el que más lo acerca en modelos y en técnica a Antonio de Pereda.
Para hacerse cargo de su pintura, Cerezo se desplazó a Valladolid en octubre de 1658. Se tienen noticias de este viaje por un suceso sangriento que lo llevó a prisión. El 29 de ese mes, el joyero Antonio de Tapia salió su fiador para librarle de la cárcel, en la que había ingresado por matar a cuchilladas a la mula que lo había conducido desde Madrid, por lo que se le reclamaban los ochocientos cincuenta reales en que había sido tasado el animal. Un día después, libre ya, otorgó poderes a procuradores para su defensa. Se desconoce en cambio el tiempo que permaneció en Valladolid. Es posible que pasase allí los últimos meses de 1658 y la mayor parte del año 1659. Una etapa en la que, fuesen cuales fuesen sus problemas con la ley, no dejó de trabajar intensamente, según se desprende del elevado número de obras que en Valladolid le atribuyó Palomino, aunque las conservadas sean únicamente, con las citadas del convento de Jesús y María, el Cristo yacente de la parroquia de San Lorenzo, muy estimado desde el primer momento, como demuestran las múltiples copias que de él se hicieron en fechas cercanas, y dos versiones tempranas de la Inmaculada: la que firmada en 1659 se encontraba en la colección Mac Crohom de Madrid y la conservada en la iglesia parroquial de Cubillas de Santa Marta.
«Con motivo de dar una vuelta a su patria», según escribía Palomino, pasó a Burgos, lo que a falta de confirmación documental podría certificarse con la presencia de algunas pinturas tempranas de Cerezo en la provincia, como el Cristo Varón de Dolores de la iglesia de la Natividad de Villasandino, derivado de un conocido prototipo de Pereda, o el firmado Bautismo de Cristo de Castrojeriz, compositivamente afín al relieve del mismo tema esculpido por Gregorio Fernández para la capilla de los Carmelitas Descalzos de Valladolid, conservado ahora en el Museo Nacional de Escultura.
Mayor problema plantea en este esquema el San Francisco de Asís y el ángel con la ampolla del museo de la catedral de Burgos, que según la documentación pintó en 1659 o antes. El informe presentado por el fabriquero Fernando de Abarca al cabildo catedralicio en septiembre de 1660, dando cuenta de los gastos que se habían hecho en la decoración del trascoro, en el que se había trabajado entre 1656 y 1659 y para el que fray Juan Rizi había pintado seis cuadros, hacía mención también al pago de quinientos reales a «un pintor Matheo Zereço (...) POR EL [c]uadro de S[an] Françisco Que Hizo». Tratándose de una obra de estilo avanzado, en la que se evidencia el conocimiento de la más dinámica pintura madrileña del pleno barroco y el dominio del escorzo, permite replantearse el temprano estudio de la obra de Carreño por el joven Cerezo, conforme a lo afirmado por Palomino, y la precoz asimilación de su estilo.

### 1660-1666. Madrid

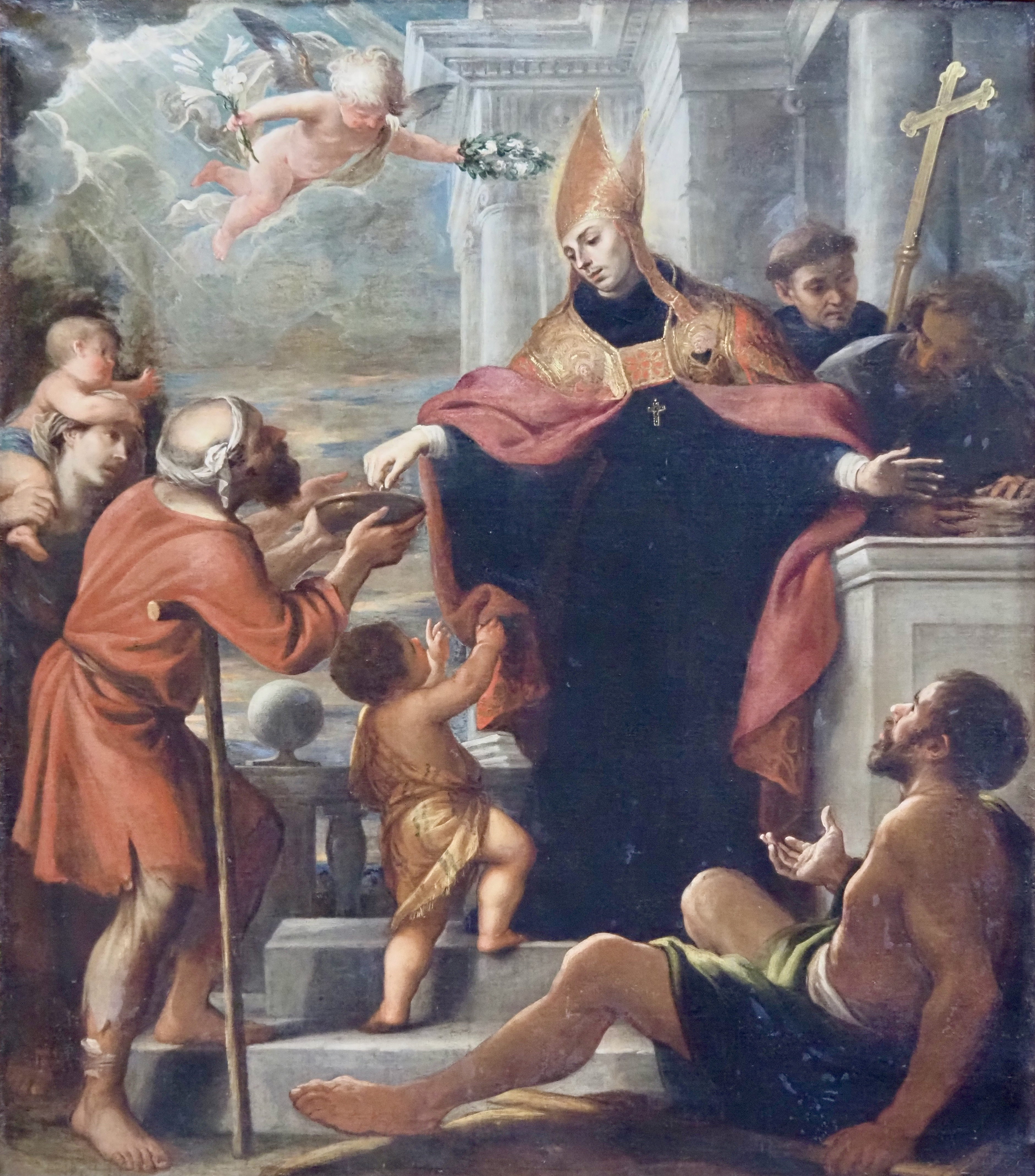
Santo Tomás de Villanueva repartiendo limosna, óleo sobre lienzo, 246 x 208 cm, París, Museo del Louvre.

Los escuetos datos proporcionados por Palomino, junto con alguna obra firmada y el acta de su matrimonio con María Fernández Campuzano el 12 de marzo de 1664 en la parroquia de San Justo y Pastor, al que no lleva «bienes ni dinero alguno», es cuanto se conoce de su biografía en estos años de intensa actividad, prematuramente interrumpidos por la grave enfermedad que le obligó a otorgar poder para testar a favor de su mujer el 26 de junio de 1666, declarándose en él vecino de Burgos y residente en Madrid e instituyendo como herederos a sus padres. Falleció tres días después, siendo enterrado en la iglesia de San Martín.
En 1660, año de su regreso a Madrid, aparecen firmados los suntuosos Desposorios místicos de santa Catalina del Museo del Prado, trabajados con pincelada fluida y colorido cálido a la manera tizianesco-vandyckiana de Carreño. Del mismo año, fechada y firmada en el marco superior, es una Inmaculada Concepción del convento de las Comendadoras de Santiago de Madrid, relacionada con Claudio Coello, y de fecha próxima, por sus semejanzas estilísticas y formales con la obra del Prado, ha de ser el Santo Tomás de Villanueva dando limosna del Museo del Louvre, obra que ha estado tradicionalmente atribuida a Carreño de Miranda. El cuadro, que perteneció a la colección del mariscal Soult, se ha relacionado con una obra descrita por Antonio Ponz en el primitivo convento de los Agustinos Recoletos de Toledo, que podría haber sido pintada in situ si Cerezo viajó en estas fechas a la ciudad imperial, como parece demostrar la copia casi literal que hizo Cerezo de la Crucifixión del Greco ahora conservada en el Museo de Arte de Filadelfia. La copia, firmada «Matheo Zereço» (Buenos Aires, Museo Nacional de Arte Decorativo), prueba en cualquier caso su sorprendente capacidad de adaptación a estilos diversos y la facilidad con que asimilaba influencias heterogéneas, con las que irá configurando un estilo propio.
Firmadas en 1661 se conocen otras dos obras: una segunda versión de los Desposorios místicos de santa Catalina, de mayor tamaño que el ejemplar del Prado y técnica más pastosa, donada en el siglo XVIII a la catedral de Palencia por el arcediano Diego de Colmenares, y la Magdalena penitente del Rijksmuseum de Ámsterdam, una de las creaciones más populares y estimadas del pintor, figura de medio cuerpo como destinada a la devoción privada, y semidesnuda, de la que se conocen numerosas copias y réplicas, alguna de ellas autógrafa como lo es la de la antigua colección Czernin de Viena, firmada y fechada en 1664.

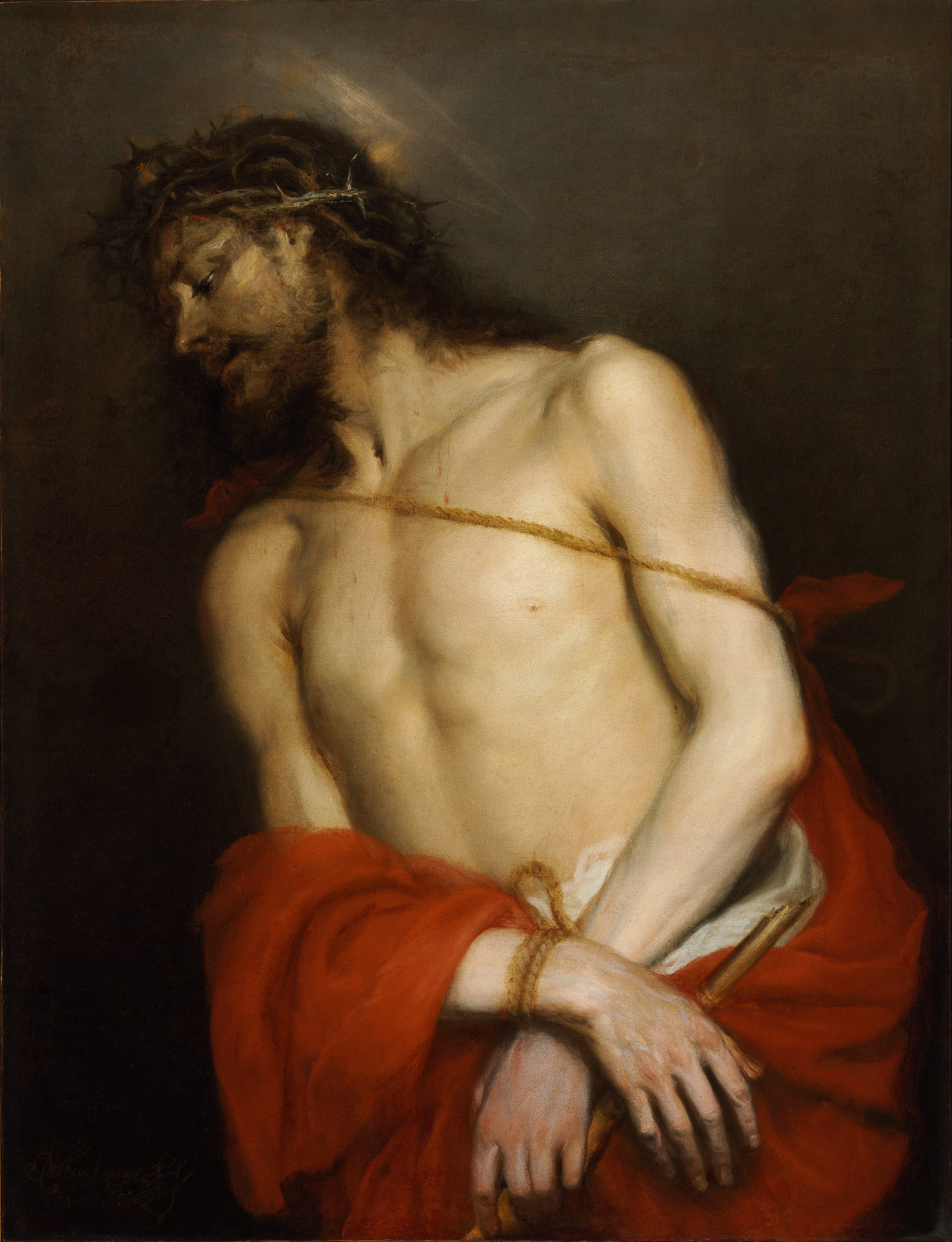
Ecce Homo, óleo sobre lienzo, 98 x 75 cm, Budapest, Museo de Bellas Artes.

Perdidas algunas de las obras más significativas de la madurez del pintor, la gran pintura de altar se encuentra representada en estos años por el San Agustín del Museo del Prado y la Impresión de las llagas a san Francisco de Asís de la Universidad de Wisconsin, ambas obras fechadas en 1663 y procedentes del convento de Carmelitas Descalzos de San Hermenegildo de Madrid, donde según Ceán Bermúdez se encontraban en la escalera del camarín, junto a un cuadro de Santa Mónica del que no se tienen otras noticias. Aunque procedentes del convento de San Francisco de Valladolid, donde los citaba Antonio Palomino como «cosa hermosísima» y peregrina, la Aparición de la Virgen a san Francisco de Asís del Museo Lázaro Galdiano y la Inmaculada Concepción del ayuntamiento de San Sebastián (Museo de San Telmo), en opinión de Buendía y Pérez Pastor deberían datarse también en este momento por razones estilísticas y a falta de documentación sobre el encargo.
Una segunda aproximación al tema de Santo Tomás de Villanueva dando limosna y San Nicolás Tolentino y las ánimas del Purgatorio, pintados para los altares de los machones del Real Monasterio de Santa Isabel, resultaron destruidos en el incendio intencionado del monasterio a comienzos de la guerra civil española (1936), junto con la Visitación, también pintada por Cerezo, del ático del retablo mayor, ocupado por el gran lienzo de la Inmaculada de José de Ribera. La traza de los cinco altares corrió a cargo de Sebastián de Benavente, que en 1664 contrató su policromado con Toribio García, por lo que se cree que pudiera corresponder a este mismo año el encargo de las pinturas a Cerezo, aunque su conclusión se retrasó por razones económicas y es posible que a su muerte faltasen dos por pintar, de los que finalmente se harían cargo Claudio Coello y Benito Manuel Agüero. Aun cuando se conocen solo por antiguas fotografías, cabe apreciar en ellas el dinamismo de sus sabias composiciones. La comparación con el Santo Tomás de Villanueva del Louvre es bien elocuente de cuánto había avanzado el pintor en el curso de pocos años. En lo alto de una elevada escalinata, dispuesta en diagonal, la figura del santo se empequeñece en la versión del convento madrileño al tiempo que se magnifican los pordioseros y tullidos que a él se acercan, destacando en primer término la figura a contraluz de una madre con su hijo. En contraste, la arquitectura corintia del fondo, de acusado clasicismo, aparece intensamente iluminada y con sus fustes casi ocultos tras el elevado horizonte, jugando dinámicamente con las líneas de fuerza y la profundidad.
La relación con Francisco de Herrera el Mozo, cuya influencia se advierte en figuras situadas a contraluz e imágenes de angelotes, viene además atestiguada por Palomino, para quien «es fama, que ayudó a Don Francisco de Herrera en la pintura de la cúpula de Nuestra Señora de Atocha», obra desaparecida junto con el viejo convento dominico en la que estuvo ocupado en 1664, el mismo año de su boda con María Campuzano para la que contó con Herrera el Mozo como testigo.
De los últimos años de vida del pintor, que debieron de ser de intensa actividad, únicamente se conserva firmada y fechada con precisión en 1666 una nueva versión del tema de la Magdalena penitente, propiedad de la Hermandad del Refugio de Madrid. Como sucede con las anteriores versiones del motivo esta nueva iconografía, con la santa entregada amorosamente a la contemplación del crucifijo, obtuvo un éxito inmediato según demuestran las numerosas versiones y réplicas que de ella se hicieron, alguna quizá autógrafa. Reducidos el paisaje y los accesorios presentes en las versiones anteriores a lo esencial, también en lo formal se advierte mayor economía en la ejecución, resuelta a base de pinceladas líquidas y fluidas, y una muy reducida gama cromática, como se encuentra también en el Ecce Homo del Museo de Bellas Artes de Budapest que, por lo mismo, debería situarse en fecha próxima al final de su carrera.

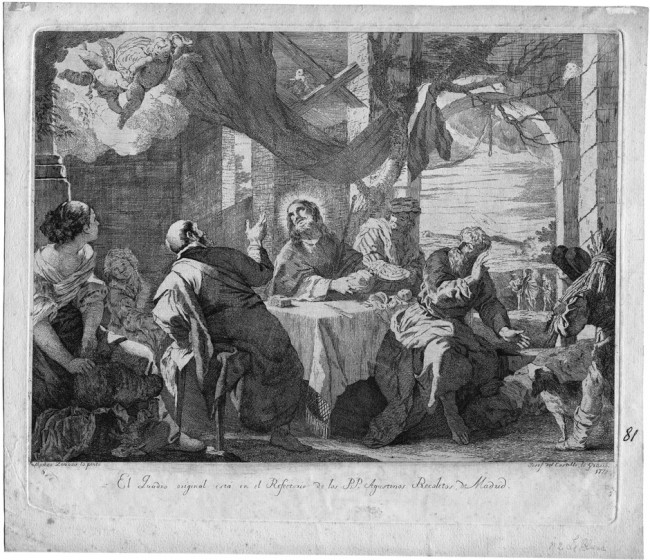
La cena de Emaús, grabado de José del Castillo según Cerezo.

Lo último que salió de sus pinceles, según Antonio Palomino, y lo que «excede toda ponderación», habría sido la Cena de Emaús pintada para el refectorio del Convento de los Agustinos Recoletos de Madrid, 

donde parece, que como el cisne cantó sus exequias, pues fue lo último, que hizo, y donde se excedió a sí mismo en la majestad de Cristo Señor nuestro partiendo el pan, la admiración de los discípulos, que entonces le conocieron, y el pasmo de los asistentes a la Cena.

El cuadro, al parecer, abandonó el convento con la desamortización de José Bonaparte, pues en 1811 el Diario de Madrid se refería a él ya en pasado, al anunciar la venta de la estampa grabada por José del Castillo en 1778 del cuadro «que se encontraba en el Refectorio del extinguido convento de PP. Recoletos, el qual puede haber padecido, y para su restauración será muy útil tener presente dicha estampa». En la actualidad desaparecido y conocido únicamente gracias a la estampa de José del Castillo, se sabe que todavía en 1932 era propiedad de los marqueses de Goicoerrotea, que en dicho año lo vendieron por cincuenta mil pesetas, perdiéndose luego toda noticia de su paradero.

## Obra

### Retablos y otras obras destinadas a la exposición pública

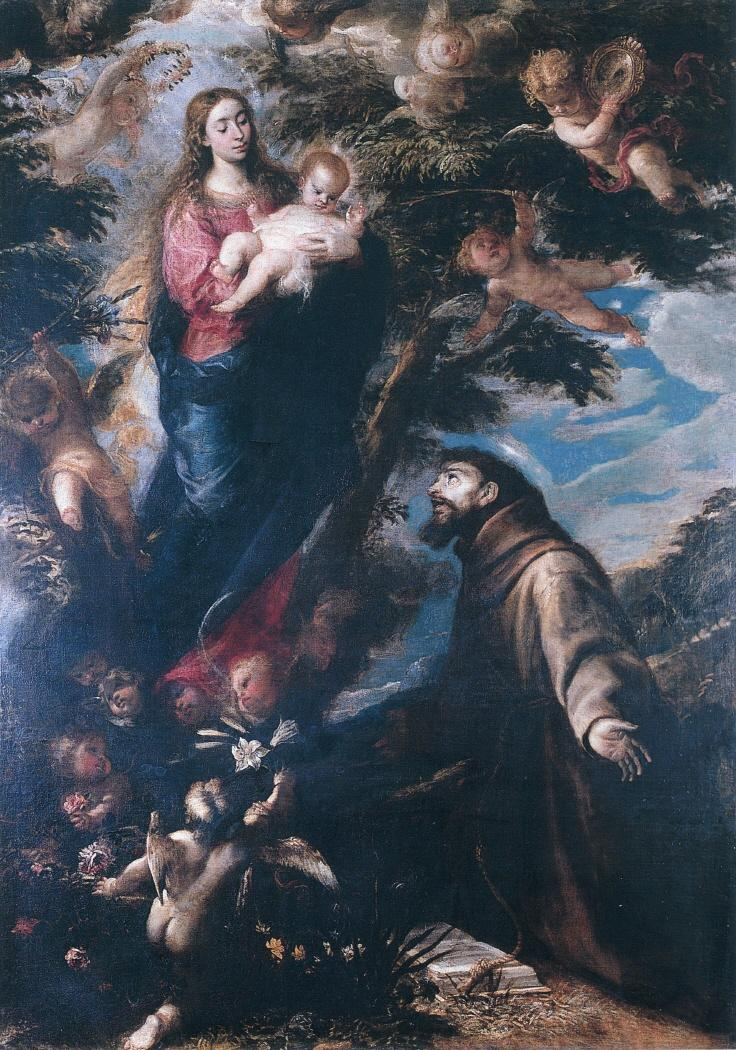
Aparición de la Virgen a san Francisco de Asís, óleo sobre lienzo, 246 x 176 cm, Madrid, Museo Lázaro Galdiano.

Como obras expuestas al público citaba Antonio Palomino en primer lugar los dos altares de la iglesia de Santa Isabel de Madrid dedicados a Santo Tomás de Villanueva dando limosna y San Nicolás de Tolentino sacando la almas del Purgatorio, con el óleo de la Visitación del ático del retablo mayor, «todos cosa verdaderamente soberana, y que llega a lo sumo de los primores del arte, así en el dibujo como en el colorido». Perdidas las tres, la misma suerte han corrido las restantes obras citadas por el biógrafo cordobés como destinadas a la exposición pública: un San Miguel que se encontraba en el desaparecido convento de los Agonizantes, un Crucificado en la capilla de Nuestra Señora de la Soledad, en el convento de la Victoria, y una Inmaculada en la sala capitular de la Cartuja de El Paular, para la que también pintó en la puerta de un sagrario el «misterio del Apocalipsis, cap. 12». De las obras citadas por Ceán Bermúdez fuera de Madrid, aparte de las pintadas para Valladolid y Burgos, se ha perdido la «Inmaculada Concepción en su retablo» que guardaba la catedral de Málaga y la Magdalena de cuerpo entero de la catedral de Badajoz, en mal estado de conservación, podría no ser de Cerezo.
La Entrada de Jesús en Jerusalén del Palacio Real de Madrid (Patrimonio Nacional) atendiendo a su tamaño (149 x 270 cm), podría haberse destinado también a la exposición pública en alguna iglesia o convento, aunque no se tienen noticias de su procedencia anteriores a su adquisición por Isabel II al financiero marqués de Salamanca. La mujer con el niño en el primer plano a la derecha aparece repetida en posición invertida y sin el niño en el perdido lienzo de la Cena de Emáus del refectorio del Convento de los Agustinos Recoletos, obra avanzada en la producción de Cerezo, con el que guarda semejanza igualmente en la nerviosa gesticulación de algunas de sus figuras. El colorido veneciano con entonación dorada es también propio de los últimos años del pintor, cercano en técnica a obras como la Impresión de las llagas a San Francisco de Asís del Museo del Prado.
La reiteración de los temas franciscanos en la producción de Cerezo, con el San Francisco de Asís y el ángel con la ampolla de la Catedral de Burgos como punto de partida, indican una relación continuada con los conventos franciscanos. El retablo, parcialmente conservado, de las franciscanas de Jesús y María de Valladolid, obra temprana, podría explicar el encargo posterior para el convento de San Francisco de la misma localidad de una Aparición de la Virgen a san Francisco de Asís en figuras de tamaño natural, citado por Palomino en la capilla mayor de su iglesia. Identificado con el lienzo de igual asunto conservado en el Museo Lázaro Galdiano de Madrid tras ser adquirido por el marqués de Salamanca, probablemente en París donde lo citaba Frederic Quilliet en 1816, Palomino y luego Antonio Ponz lo describieron elogiosamente como una de las obras de mayor mérito del pintor:

en la capilla mayor del Convento de Nuestro Seráfico Padre San Francisco un gran cuadro con este glorioso patriarca arrodillado delante de la imagen de María Santísima, con su Hijo en los brazos, del tamaño natural, sobre un cerezo, con gran acompañamiento de ángeles, cosa hermosísima.

Aun cuando no fuese destinado a un convento franciscano sino al de los carmelitas descalzos de San Hermengildo de Madrid, la Impresión de las llagas a san Francisco de Asís del museo de la Universidad de Wisconsin, fechada en 1663, es otra característica aproximación de Cerezo a la espiritualidad mística del santo de Asís compatible con un tratamiento naturalista del hábito de burda tela, inspirado quizá en una composición de Rubens.

### Obras de devoción

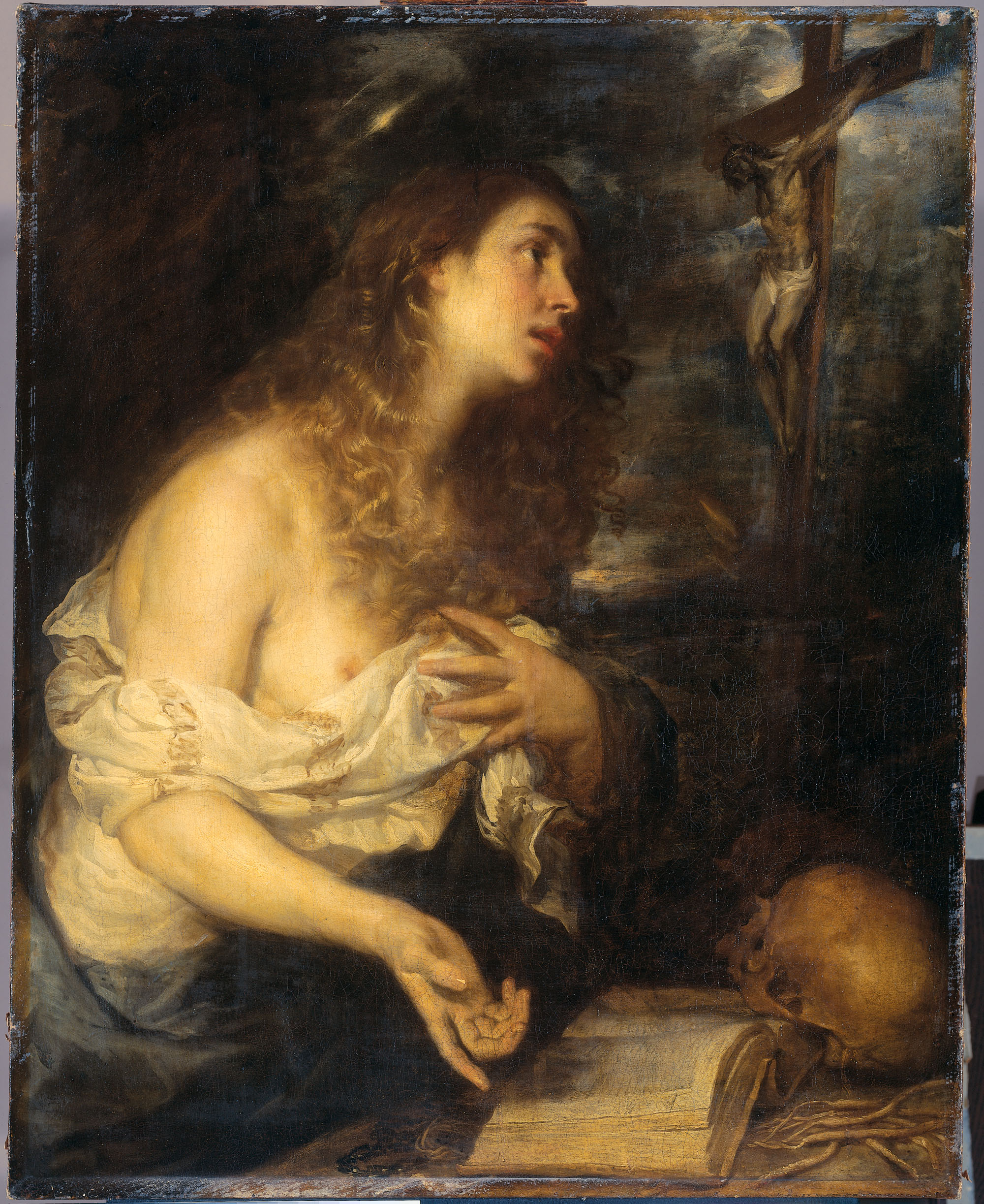
Magdalena penitente, óleo sobre lienzo, 103,2 x 83 cm, firmado y fechado «Matheo Zereço / fec. an. de / 1661», Ámsterdam, Rijksmuseum.

Cuenta Palomino que con poco más de veinte años dejó el taller de Carreño para «adquirir grandes créditos con las maravillosas obras que hacía, así de Concepciones, como de otros asuntos devotos para personas particulares». Con destino a la devoción privada o a su exposición pública en altares se conocen, en efecto, varias Inmaculadas pintadas por Cerezo conforme al tipo apoteósico creado por José Antolínez a partir de los modelos de Rubens y José de Ribera, y confundidas en ocasiones con el tema de la Asunción que abordó ya en 1659, en la pintura del ático del retablo del Convento de Jesús y María de Valladolid. Del mismo año es la firmada Inmaculada de la colección Mac Crohom de Madrid, todavía muy estática y con peana de querubines reducida, composición que se repite en el muy dañado ejemplar de la parroquial de Cubillas de Santa Marta en la provincia de Valladolid. La Constitución Apostólica Sollicitudo omnium ecclesiarum dictada por el papa Alejandro VII el 8 de diciembre de 1661, en la que proclamaba la antigüedad de la pía creencia en la Inmaculada Concepción, admitía su fiesta, y afirmaba que ya pocos católicos la rechazaban, acogida en España con regocijo, pudo influir en la multiplicación de los encargos en fechas posteriores. Las nuevas versiones, entre ellas la de la sala capitular del Convento de las Comendadoras de Santiago de Madrid, la del Hospital de la Venerable Orden Tercera en guirnalda de flores o la del Museo San Telmo de San Sebastián, agilizan la composición, formando con la figura de la Virgen, inscrita en un óvalo de luz, una suave diagonal, con la rodilla hincada en la base de nubes y el manto agitado por el viento.
Otros temas repetidos en la producción del pintor, en composiciones de pequeño o mediano formato apto para la devoción privada, son los del Ecce Homo y la Magdalena en figuras de medio cuerpo. Cerezo abordó el tema del Ecce Homo —y el tipo iconográficamente cercano del Varón de dolores— en no menos de seis ocasiones diversas. Derivado del tipo creado por Tiziano, combinado con el modelo del Cristo abrazado a la cruz de Antonio de Pereda —copiado por Cerezo en la parroquial de Villasandino—,  el Varón de dolores de la colección Orriols de Barcelona, mostrando las heridas dejadas por los clavos en las manos, modelado con trazos vigorosos y matizadas las carnaciones con suaves veladuras, evidencia también el conocimiento de la obra del Greco. Al tipo más tradicional del Ecce Homo responden el de la antigua colección Arenzana de Madrid, con la cabeza elevada y la mirada dirigida al cielo, el que estuvo en la colección Simonsen de São Paulo, con gesto doliente y los grandes ojos acuosos, al borde de las lágrimas, y el más intimista del Museo de Bellas Artes de Budapest, pintado probablemente en el último año de su carrera a la vez que la Magdalena de la Hermandad del Refugio de Madrid con la que comparte la simplificación de las formas y la pincelada ligera, con la sabia armonización del color dentro de una reducida paleta de rojos, blancos y grises.
Del motivo de la Magdalena penitente en figura de medio cuerpo creó tres modelos de los que se hicieron múltiples copias. El primero, el del Rijksmuseum de Ámsterdam, firmado y fechado en 1661, presenta a la santa gesticulante ante el crucifijo. Con descuido, la camisa de rica tela cae escurriendo el hombro y deja desnudo el pecho. La calavera y las disciplinas ponen el contrapunto ascético a la sensual figura femenina de raíz tizianesca. Un segundo prototipo, del que existen al menos dos ejemplares autógrafos en colecciones privadas, acentúa el ascetismo al otorgar más relieve a las cadenas de disciplinante y al crucifijo —reposado sobre algunos libros— objeto de su meditación sobre el que se inclina la santa, dando lugar así a la formación de una diagonal en torno a la que se articula la composición, a la vez que elimina todo resto de sensualidad, al vestir a la santa con tosca ropa negra apenas distinguible del cielo envuelto en penumbra. La diagonal, acentuada al prolongarse en la disposición del crucifijo, sobre el que la santa se inclina amorosa, es también la línea dominante en el tercer modelo, el de la Hermandad del Refugio de Madrid. Sin recurrir, como había hecho en la primera versión, a la sensualidad que se desprende de la pecadora arrepentida, descuidadamente vestida por resultarle superfluas sus antiguas ricas galas de las que se desnuda para vestir tosco sayal, realza en su última aproximación al tema la belleza de la mujer por la vía mística, como sublimación y superación de la vía ascética.

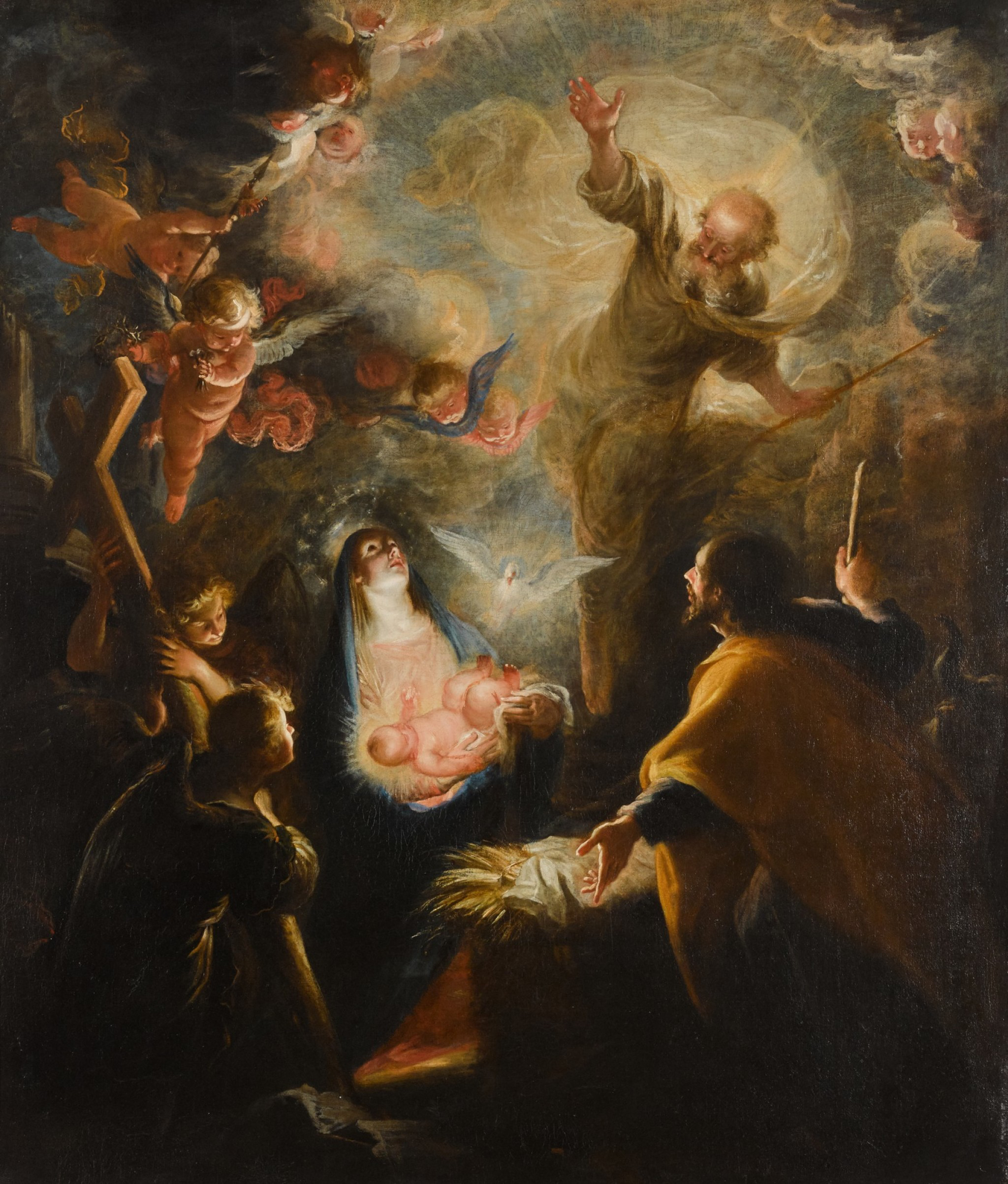
Natividad, óleo sobre lienzo, 140 x 120 cm, colección privada

Entre esas obras devotas pintadas para particulares mencionaba también Palomino 

otro misteriosísimo pensamiento de la Natividad de Cristo Señor nuestro con el Padre Eterno y el Espíritu Santo y algunos ángeles con la Cruz, y otros instrumentos de la Pasión; aludiendo a aquél texto de San Juan: Sic Deus dilexit mundum &c.  todo colocado con excelente gusto, y caprichoso concepto.

Una obra de estas características, con firma autógrafa, apareció en 2011 en el mercado de arte londinense procedente de una colección privada belga, y tanto por la sabia composición de los elementos que conforman su infrecuente iconografía como por el tratamiento de las luces se justifican los elogios del tratadista cordobés. A base de vibrantes y empastados toques de pincel, Cerezo enfatiza la iluminación sobrenatural y el vigoroso movimiento de Dios Padre, que sobrevuela en poderosa diagonal a la Virgen con el Niño. La figura de san José, de espaldas, como los ángeles portadores de la cruz, se recorta a contraluz de forma que recuerda modelos de Herrera el Mozo. 
De acuerdo con Palomino, la pintura no ilustra un pasaje evangélico concreto sino un concepto teológico, el del Verbo encarnado con los presagios de la Pasión, tomado del Evangelio de Juan 3,16: «Porque tanto ha amado Dios al mundo, que le ha dado a su Hijo Unigénito, para que quien crea en Él no muera, sino que tenga vida eterna». Los versículos siguientes del mismo Evangelio podrían explicar el impactante empleo de la luz que hace Cerezo, con tres fuentes de luz irradiando de cada una de las tres personas de la Trinidad: «La causa de la condenación consiste en que la luz vino al mundo, y los hombres prefirieron las tinieblas a la luz [...] Pero el que obra la verdad, va a la luz, para que se vean sus obras, que están hechas en Dios» (Juan, 3, 19-21).
De infrecuente iconografía y estudiada composición es también el Juicio de un alma del Museo del Prado, en el que ingresó procedente del Museo de la Trinidad aunque se desconoce su destino original y el motivo de su encargo. Cercano en técnica y color a Carreño y atribuido a Cabezalero tras ingresar en el Prado, la composición se organiza en torno a dos diagonales cortadas en aspa, con el alma, representada como un joven desnudo en actitud suplicante, y Cristo juez sobre él, en trono de querubines, ocupando el centro de la composición. A la derecha de Cristo, como mediadora, su Madre, que viste el hábito del Carmelo, y debajo, a los lados del joven, los santos Francisco de Asís, presentando un pan y Domingo de Guzmán, mostrando el rosario, al tiempo que cada uno de ellos señala a la figuración del alma, que gracias a la fe —significada en el rosario— y las obras —el pan—, con la mediación de María y la intercesión de los santos, puede esperar una sentencia favorable.

### Bodegones

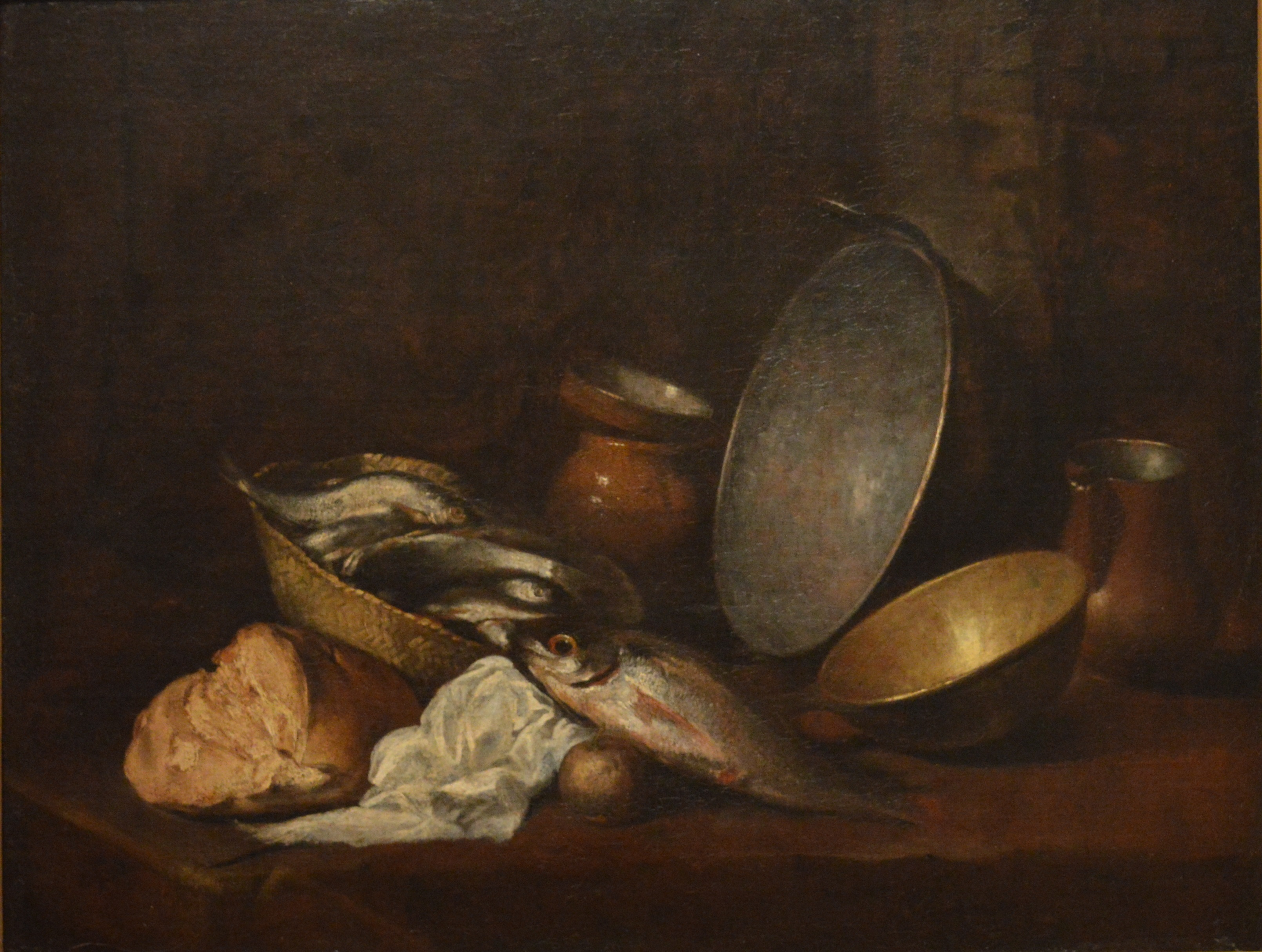
Bodegón de pescados, óleo sobre lienzo, 79 x 102 cm, México D. F., Museo Nacional de San Carlos.

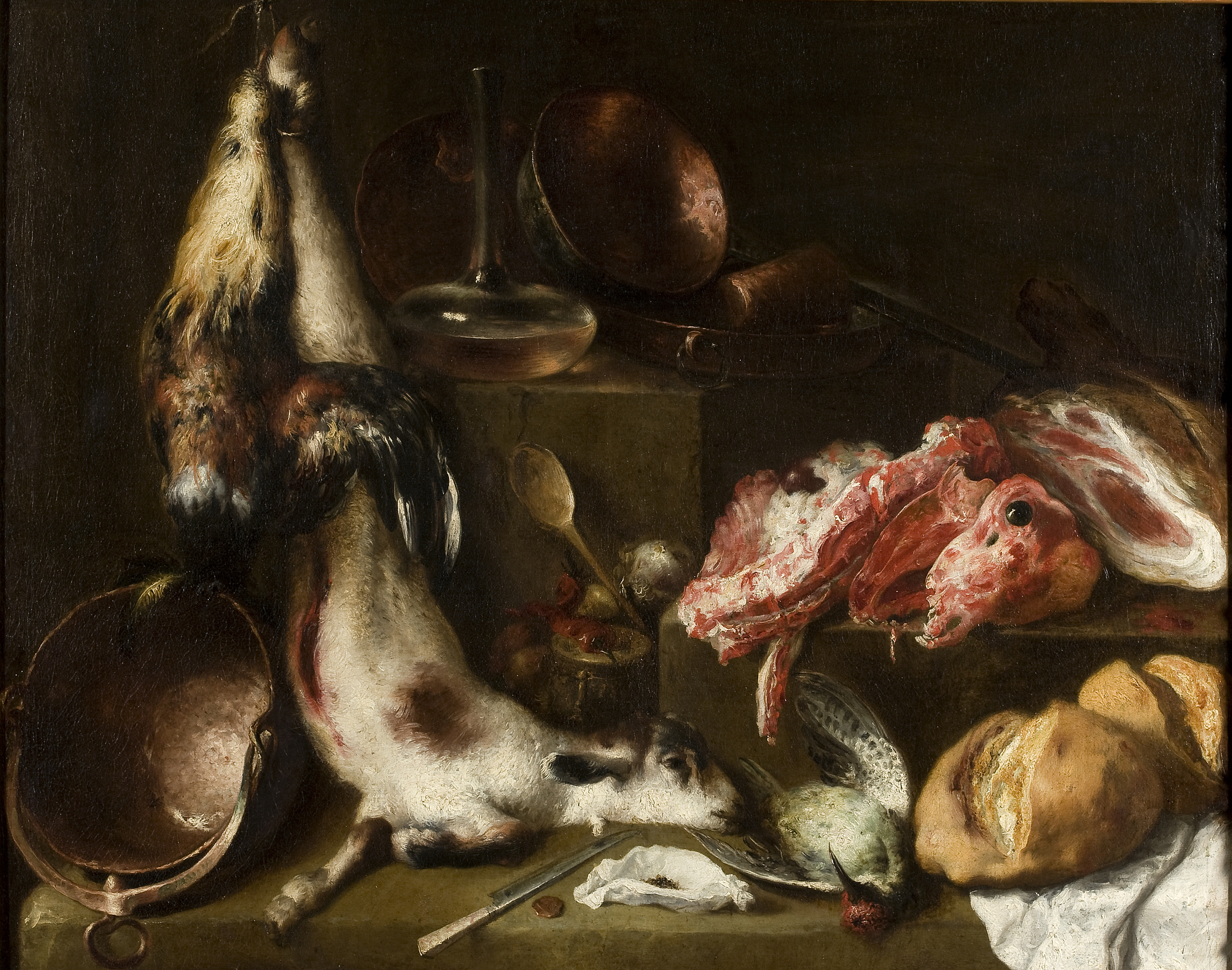
Bodegón de cocina, óleo sobre lienzo, 100 x 127 cm, Madrid, Museo del Prado.

De la dedicación de Mateo Cerezo a los bodegones se tenía noticia por Antonio Palomino, quien ensalzaba sus bodegoncillos pintados «con tan superior excelencia, que ningunos le aventajaron, si es que le igualaron algunos; aunque sean los de Andrés de Leito, que en esta Corte los hizo excelentes». El gusto por las naturalezas muertas, heredado posiblemente de su padre, se puede advertir también en detalles decorativos de algunas de sus pinturas religiosas, como el cestillo desbordante de frutas que aparece a los pies de la santa en los Desposorios místicos de santa Catalina del Museo del Prado y de la catedral de Palencia; o, en otro orden, más propio del género vanitas, en los libros abiertos, calaveras y lirios que acompañan los éxtasis y visiones de san Francisco de Asís en sus diversas versiones de la catedral de Burgos, de la colección del marqués de Martorell o del Museo Lázaro Galdiano.
Con todo, y a pesar de haber sido elogiados también por Ceán Bermúdez, que los tenía por «raros y apreciables», tan solo empezaron a ser conocidos tras la publicación por Diego Angulo Íñiguez de los dos excelentes bodegones —de carnes y de pescados— del Museo Nacional de San Carlos de México D. F., los dos únicos firmados por Cerezo que se conservan, aunque sus firmas incompletas impidan conocer el año de su ejecución, que podría ser 1664. Del mayor de ellos, el bodegón de carnes y jarro de cerámica, decía Angulo al darlo a conocer que era «una de las obras más perfectas que en este género ha producido la pintura española», destacando la sabiduría de su composición, sin artificios, y la calidad del color en el tratamiento de las carnes y en el amarillo del cesto, que le recordaba a la pintura holandesa. Del éxito de estas composiciones dan fe las copias antiguas conocidas. Especialmente interesante, aunque de calidad mediocre, es la copia del Bodegón de pescados existente en la colección Santamarca de Madrid, donde estuvo atribuida a Giuseppe Recco. El cuadro con el que formó pareja, un segundo Bodegón de peces atribuido también en el pasado al pintor napolitano, es, sin embargo, otro excelente ejemplo de bodegón madrileño de la segunda mitad del siglo XVII, atribuible a Cerezo por la calidad de los rojos matizados, con los que se distingue el pescado fresco, y el modo de tratar los brillos de las escamas y del caldero de cobre, con pincelada pastosa, aunque el dibujo del tablero de mármol donde reposan los objetos es similar al que se encuentra en obras de Deleito.
Ciertas semejanzas con los bodegones mexicanos se encuentran también en el Bodegón de cocina del Museo del Prado, compuesto en tres escalones, al modo de los últimos ejemplares de Juan van der Hamen, y con diferentes niveles de profundidad respecto del campo pictórico, lo que hace de esta pieza una de las obras más complejas de la pintura madrileña de bodegón y de más difícil adscripción. El tratamiento de los brillos y de las carnes sanguinolentas, a base de toques chisporroteantes de materia grasa y de fresco colorido, aproximan la obra al modo de hacer de Mateo Cerezo, pero también podrían recordar el de Andrés Deleito y, en definitiva, acusan la raíz madrileña de su ejecución, con antecedentes en la obra de Alejandro de Loarte, en tanto otros elementos como el cordero muerto o la disposición en cascada y el tratamiento del plumaje de las aves remiten a los bodegones flamencos de Jan Fyt o de Frans Snyders.